# Chudynskoje
Chudynskoje (ros. Худынское) – wieś (sieło) w Rosji, w obwodzie iwanowskim, w rejonie łuchskim. W 2010 liczyła 219 mieszkańców.